# Bonneuil-sur-Marne
Bonneuil-sur-Marne är en kommun i departementet Val-de-Marne i regionen Île-de-France i norra Frankrike. Kommunen ligger i kantonen Bonneuil-sur-Marne som tillhör arrondissementet Créteil. År 2022 hade Bonneuil-sur-Marne 18 340 invånare.

## Befolkningsutveckling
Antalet invånare i kommunen Bonneuil-sur-Marne
| Referens: INSEE |